# Tsuruhachi y Tsurujiro
Tsuruhachi y Tsurujiro (鶴八鶴次郎 Tsuruhachi Tsurujirō?) es una película dramática japonesa de 1938 dirigida por Mikio Naruse. La película sobre un dúo de intérpretes de música tradicional japonesa está basada en un cuento (y posterior obra de teatro shinpa) de Matsutarō Kawaguchi.

## Sinopsis

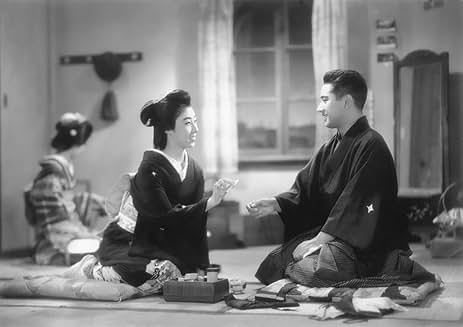
Kazuo Hasegawa (derecha) y Isuzu Yamada (izquierda) en un fotograma de la película

Tsuruhachi (Isuzu Yamada) y Tsurujirō (Kazuo Hasegawa), que se conocen desde la infancia, son un exitoso dúo de intérpretes musicales, con Tsurijirō actuando como tayū (cantante) y Tsuruhachi acompañándolo con el shamisen. Aunque ambos habían aprendido su arte de la madre ahora fallecida de Tsuruhachi, él critica constantemente su forma de tocar, lo que conduce a repetidos conflictos que deben ser resueltos por su mánager Shohei (Kamatari Fujiwara) y el dueño del lugar Takeno (Masao Mishima).
Después de que Tsuruhachi le dijera a Tsurujirō que está considerando casarse con el adinerado Sr. Matsuzaki (Heihachiro Okawa), Tsurujirō le confiesa su amor y Tsuruhachi acepta casarse con él. Tsurujirō espera abrir su propio teatro algún día, por lo que Tsuruhachi se ofrece a ayudarla con su herencia para asegurar la financiación. Cuando Tsurujirō se entera de que el dinero en realidad vino de Matsuzaki, acusa a Tsuruhachi de ser su amante y este rompe furiosamente el compromiso por la falsa acusación y se casa con Matsuzaki.
Ahora, apareciendo en solitario en pequeños lugares por todo el país, la carrera de Tsurujirō declina, hasta que un día Shohei y Takeno pueden convencerlo a él y a su excompañera de volver a subir juntos al escenario. La reunión es un gran éxito y Tsuruhachi declara que, por la oportunidad de actuar, incluso dejaría su matrimonio. En la última noche, Tsurujirō comienza a criticar a Tsuruhachi nuevamente, lo que hace que ella rompa lazos con él de una vez por todas. Después, Tsurujirō le dice a Shohei que solo comenzó la discusión con Tsuruhachi para que ella regresara a su matrimonio, lo cual él cree que es lo mejor para ella.

## Elenco
- Isuzu Yamada como Toyo/Tsuruhachi
- Kazuo Hasegawa como Jirō/Tsurujirō
- Kamatari Fujiwara como Shohei
- Heihachiro Okawa como Matsuzaki
- Masao Mishima como Takeno

## Antecedentes
Está basada en el cuento de Kawaguchi del mismo título, que había sido galardonado con el primer Premio Naoki en 1935 y que, aparentemente, era una adaptación de la película estadounidense Bolero de 1934.

## Recepción
La película se estrenó en Japón el 29 de septiembre de 1938. En un debate de críticos en la revista de cine Kinema Junpo, reconocieron el filme como la mejor película del director Mikio Naruse desde Sueños cotidianos de 1933, al igual que la actuación de Yamada. Al mismo tiempo, criticaron a Naruse por su vaguedad sobre el contexto histórico de la película y su incapacidad para dejar su impronta en el material. Además, el final fue considerado poco satisfactorio y poco convincente.
La película finalmente se estrenó en Estados Unidos entre 1984 y 1985. En una reseña de 2006 para Slant Magazine, el crítico Keith Uhlich concluyó que era «principalmente un vehículo para sus muy atractivas estrellas», cuya belleza visual permanecía en la superficie y cuyas secuencias musicales, a diferencia de La canción de la linterna del director, carecían de «la profundidad temática del mejor trabajo de Naruse con la forma».

## Legado
La película se exhibió en el Museo de Arte Moderno en 1985 como parte de su retrospectiva sobre Mikio Naruse y en el Festival Internacional de Cine de Berlín en 2014 en su programa «Retrospektive».